# رهباخ
رهباخ (به آلمانی: Rehbach) یک شهر در آلمان است که در باد کرویتسناخ واقع شده‌است. رهباخ ۳۷ نفر جمعیت دارد.